# Antillas Neerlandesas en los Juegos Olímpicos de Montreal 1976
Las Antillas Neerlandesas estuvieron representadas en los Juegos Olímpicos de Montreal 1976 por cuatro deportistas masculinos que compitieron en dos deportes.
El equipo olímpico no obtuvo ninguna medalla en estos Juegos.